# Ata-jourt
Ata-jourt (en kirghize et russe : Ата-Журт, Ata-jourt, « Patrie ») est un parti politique kirghize, de type nationaliste et conservateur, fondé à Och le 14 novembre 2004. Issu d'Ak Jol, il est dirigé jusqu'en 2020 par Kamtchybek Tachiev. Il fusionne de 2014 à 2017 avec Respoublika pour former Respoublika Ata-jourt.
Le parti est codirigé en 2019 par Akhmatbek Keldibekov et Tachiev,. Il fusionne en 2020 avec Mekenim Kyrgyzstan. Tachiev rejoint de son côté le parti Mekentchil en prévision des élections législatives kirghizes de 2020.